# Брана, Кеннет
Сэр Кеннет Чарльз Брана (англ. Kenneth Charles Branagh, род. 10 декабря 1960) — британский актёр театра и кино, кинорежиссёр, сценарист и продюсер, президент Королевской академии драматического искусства (2015—2024).
Известен благодаря многочисленным экранизациям пьес Шекспира — «Генрих V» (1989, премия BAFTA за режиссуру, номинации на премию «Оскар» за лучшую режиссуру и мужскую роль), «Много шума из ничего» (1993, номинация на «Золотую пальмовую ветвь» Каннского кинофестиваля), «Гамлет» (1996) и др.
Лауреат премий «Оскар», BAFTA, «Эмми» и «Золотой глобус». Является первым человеком, номинированным на «Оскар» в семи различных категориях, а также человеком, у которого наибольшее их количество.

## Ранние годы
Кеннет Брана родился 10 декабря 1960 года в Белфасте, столице Северной Ирландии, в семье протестанта Уильяма Брана, плотника по профессии, и его жены Фрэнсис. В 1970 году, в 9-летнем возрасте, Брана переехал вместе с родителями в город Рединг на юге Англии, где ему, чтобы избежать насмешек в школе, пришлось избавиться от ирландского акцента.
Он получил образование Grove Primary School, Whiteknights Primary School, Meadway School, где он появился в некоторых школьных постановках. В возрасте восемнадцати лет он поступил в Королевскую академию драматического искусства, и, окончив её в 1981 году, получил Золотую медаль Бэнкрофта — награду за блестящие успехи в обучении.

## Карьера

### Театр и телевидение
В том же 1981 году Брана дебютировал на телевидении, снявшись в мини-сериале «Мебери» о буднях госпиталя, и в кино, получив небольшую роль в драме Хью Хадсона «Огненные колесницы». Эта картина стала для него отличным стартом, собрав внушительное количество самых разнообразных наград. На протяжении последующих нескольких лет Брана регулярно снимался на телевидении, принимая участие в сериалах и телефильмах. Наиболее успешным было его появление в трёх эпизодах сериала BBC «Играя сегодня», после которого он стал популярен на родине в Ирландии.
В то же время Брана начал играть в театре. В 1983 году в возрасте двадцати трёх лет он присоединился к труппе Королевской шекспировской компании и сыграл Генриха V в одноимённом спектакле по пьесе Шекспира, став таким образом самым молодым за историю КОШ исполнителем роли великого короля и снискав первые восторженные отзывы критиков. Далее последовали роли Лаэрта в постановке «Гамлета» и Генриха Наваррского в «Тщетных усилиях любви». Несмотря на то, что зрители и критики положительно приняли его первые работы, Брана, будучи амбициозен по натуре, проработал в труппе чуть менее двух лет, и после того как компания не стала возобновлять его контракт, снялся в 1985 году в драме «Выход из положения», исполнив роль известного писателя-классика Дэвида Герберта Лоуренса (автора нашумевшего в своё время романа «Любовник леди Чаттерлей»). В том же году Брана написал и поставил музыкальную пьесу «Скажи мне честно», а также сыграл там главную роль.
В 1986 году Брана вернулся на телевидение и принял участие в драме «Призраки» по пьесе Генрика Ибсена, где ведущую роль миссис Алвинг исполняла Джуди Денч, и в телефильме «Леди не для сожжения». Далее в 1987 году последовали второстепенные роли в драме «Месяц в деревне» и комедии с Жаклин Биссет «В разгар лета», а также работа, принесшая актёру номинацию на премию BAFTA — главная роль в семичасовом мини-сериале «Фортуна войны» по мотивам романов Оливии Мэннинг. В этом сериале, повествующем о событиях начала Второй мировой войны, актёр сыграл профессора Бухарестского университета Гая Прингла, а роль жены его персонажа исполнила Эмма Томпсон. Вскоре отношения актёров вышли за пределы съёмочной площадки — между ними начался роман, и в августе 1989 года Брана и Томпсон поженились.
Этот период был удачен для актёра в профессиональном плане ещё и потому, что в 1987 году Брана совместно с Дэвидом Парфиттом открыл собственную театральную компанию под названием Renaissance Theatre Company и поставил ряд пьес — «Враг общества» (эта первая постановка с треском провалилась, однако от разорения компанию спасли 60 тысяч фунтов, инвестированных брокером и театральным меценатом Стивеном Эвансом), «Жизнь Наполеона Бонапарта», «Двенадцатая ночь» (музыку к этому спектаклю написал Пол Маккартни), «Много шума из ничего», «Гамлет» и др.

### Кино
После телефильма 1988 года «Странная интерлюдия» по пьесе Юджина О`Нила, Брана вместе с Томпсон снялся в телевизионной драме «Оглянись во гневе», а затем в 1989 году приступил к работе над своим первым масштабным проектом — фильмом «Генрих V». Помимо того, что эта картина стала режиссёрским дебютом Брана в кино, актёр собственноручно адаптировал пьесу Шекспира и исполнил роль короля, которого уже играл в театре шесть лет назад. Успех фильма превзошёл все ожидания — он собрал значительное количество престижных кинонаград, получив в числе прочих премию BAFTA и премию Национального совета кинокритиков США за лучшую режиссуру, а также две номинации на премию «Оскар» (обе — за лучшую режиссуру и лучшую мужскую роль — принадлежали Брана). Картина получила восторженные отзывы критиков, которые писали, что более мощный и завораживающий дебют трудно себе представить.
Далее в кинокарьере актёра наступил двухлетний перерыв, во время которого Брана поставил ещё две шекспировские пьесы — «Король Лир» и «Сон в летнюю ночь», — а также спектакль «Дядя Ваня» по пьесе А. П. Чехова. В этих трёх работах он снова выступил не только режиссёром, но и актёром. В последующие годы он начал уделять кино всё больше внимания. В 1991 году Брана отправился в США, где в качестве режиссёра приступил к работе над мистическим триллером «Умереть заново». Помимо самого Кеннета и его жены Эммы Томпсон в фильме снялись Энди Гарсия, Робин Уильямс и другие известные актёры. Критики вновь высоко оценили мастерство Брана — его вторая режиссёрская работа была номинирована на получение премии BAFTA и главного приза Берлинского кинофестиваля.
Вернувшись в Великобританию, в 1992 году Брана спродюсировал и снял комедию «Друзья Питера». Одну из главных ролей он исполнил сам, а его партнёрами стали известные британские актёры Хью Лори и Стивен Фрай (ранее блистательно сыгравшие дуэтом в сериале «Дживс и Вустер»), а также — в очередной раз — Эмма Томпсон. В том же году, экранизировав самую короткую пьесу Чехова, Брана снял «Лебединую песнь» с Джоном Гилгудом в роли Светловидова, и вновь был номинирован на «Оскар».
В 1993 году он вернулся к столь любимому им Шекспиру и выпустил комедию по мотивам пьесы «Много шума из ничего», где появилась целая плеяда знаменитых актёров — помимо самого Кеннета и его жены, участие в картине приняли Киану Ривз, Дензел Вашингтон, Кейт Бекинсейл и Майкл Китон. За этот фильм Брана был номинирован на получение одной из престижнейших наград в мире кино — «Золотую пальмовую ветвь» Каннского кинофестиваля.
Затем Брана приступил к своему самом амбициозному на тот момент проекту — драме «Франкенштейн Мэри Шелли» с бюджетом в 45 миллиона долларов. На роль ужасного творения Виктора Франкенштейна, которого он сыграл сам, Брана пригласил Роберта де Ниро, а продюсером фильма стал Фрэнсис Форд Коппола. Роль Элизабет была отдана Хелене Бонэм Картер.
В трёх следующих работах Кеннет вновь обратился к Шекспиру. Сначала в 1995 году он снял чёрно-белую комедию «Зимняя сказка» и был удостоен за режиссуру премии «Золотая озелла» Венецианского кинофестиваля. Затем актёр появился в образе злодея Яго в драме Оливера Паркера «Отелло», и, наконец, в 1996 году с блеском экранизировал «Гамлета», исполнив в фильме роль самого датского принца. Этот проект опять отличился сильным актёрским составом — в фильме снялись Кейт Уинслет (сыграла Офелию), Ричард Брайерс, Джули Кристи, Джуди Денч, Жерар Депардьё, Джон Гилгуд, Дерек Джекоби, Робин Уильямс, — и в итоге был удостоен ряда наград, получив в числе прочего четыре номинации на премию «Оскар».

### Неудачи
В 1998 и 1999 годах Брана не снимал фильмы, но много снимался у других и не всегда удачно. На экраны вышло несколько его голливудских работ — триллер Роберта Олтмена по роману Джона Гришэма «Леший», где Брана сыграл главную роль адвоката Рика Магрудера, мелодрама «Предложение», комедия Вуди Аллена «Знаменитость» и проходная романтическая комедия «Теория полёта» (в паре с Хеленой Бонэм Картер). Вышедшая в 1999 году провальная с точки зрения критиков комедия-вестерн «Дикий, дикий Вест» с Уиллом Смитом и Сальмой Хайек, в котором Брана досталась второстепенная роль коварного доктора Лавлесса, получила пять наград и четыре номинации на антипремию «Золотая малина». Кроме того, Брана появился в двух короткометражных картинах, снявшись на родине в военном фильме «Танец Шивы» и в Германии в пятнадцатиминутном фильме «Мастер париков» по роману Даниэля Дефо. Кроме того, он выступил в роли диктора в научно-популярном сериале «Прогулки с динозаврами» (1999).
Неудачи 1999 года не смогла компенсировать музыкальная романтическая комедия «Тщетные усилия любви», которую Брана снял в 2000 году, вновь вдохновившись Шекспиром. Картина не окупилась в прокате, и ему пришлось отказаться от намеченных планов снять для кинокомпании Shakespeare Film Company ещё две экранизации великого драматурга — «Макбет» и «Как вам это понравится» (к последнему проекту актёр смог вернуться лишь через шесть лет). До конца 2000 года Брана занимался менее амбициозными проектами — озвучил одного из героев мультфильма «Дорога на Эльдорадо», в паре с Робин Райт появился в трагикомедии «Как убить соседскую собаку?» и выступил в роли закадрового рассказчика в документальном фильме «Баллада о Большом Але».

### Продолжение кинокарьеры
Удача вернулась к Бране в 2001 году, после того как он снялся в телевизионной военной драме «Заговор». За роль Рейнхарда Гейдриха, одного из высокопоставленных функционеров нацистской Германии, актёр получил премию «Эмми», а также был номинирован на BAFTA и «Золотой глобус». Не менее успешным было его появление в биографическом телефильме 2002 года «Шеклтон», где Брана воплотил на экране образ ирландского исследователя Антарктики сэра Эрнеста Генри Шеклтона. За роль в телефильме Брана был номинирован на премию BAFTA и «Эмми».
В целом 2002 год сложился для Брана более чем удачно — вместе с Кортни Кокс он снялся у Дэнни Бойла в короткометражной фантастической ленте «Любовный треугольник по-инопланетянски», затем снялся в австралийской приключенческой драме «Клетка для кроликов», которая собрала множество самых разнообразных наград на кинофестивалях, и, наконец, появился в роли самовлюблённого профессора Локонса в очередном фильме о приключениях юного волшебника «Гарри Поттер и Тайная комната».
Несмотря на большую занятость, Брана не забывал и о театре. В 2002 году он сыграл короля Ричарда III в одноимённом спектакле по пьесе Шекспира, а в 2003 году — главную роль в пьесе Дэвида Мамета «Эдмонд». Выпустив короткометражную ленту «Слушание», Брана появился в роли второго плана в семейном приключенческом фильме «Пятеро детей и это». Затем актёр вновь оказался на пике успеха. В 2005 году он снялся в биографическом телефильме «Тёплые источники», сыграв президента Франклина Делано Рузвельта, и за эту роль, которая была названа одним из лучших его экранных воплощений, был выдвинут на получение четырёх крупных наград — «Золотой глобус», «Золотой спутник», «Эмми» и премию Гильдии киноактёров.

### После 2005 года
В 2006 году Брана вернулся к работе режиссёра и выпустил две картины — романтическую комедию «Как вам это понравится» по пьесе Шекспира и музыкальную картину «Волшебная флейта». Её премьера состоялась 7 сентября 2006 года на кинофестивале в Торонто.
В 2007 году закончил работу над триллером «Сыщик», в котором снялись Майкл Кейн и Джуд Лоу.
В 2008 году Брана в криминальном телесериале «Валландер» сыграл заглавную роль комиссара Курта Валландера.
21 апреля 2011 года на экраны вышла новая картина режиссёра «Тор», снятая по мотивам комиксов о Торе (основанных на германо-скандинавской мифологии).
В 2011 году Брана принял участие в съёмках драматического фильма «7 дней и ночей с Мэрилин», заменив ушедшего из проекта Рэйфа Файнса. Исполнение им роли легендарного актёра Лоренса Оливье было высоко оценено критиками, и принесло ему новые номинации на премии «Оскар», «Золотой глобус» и BAFTA.
В январе 2014 года в прокат вышел фильм «Джек Райан: Теория хаоса», перезагрузка франшизы по произведениям Тома Клэнси, которую срежиссировал сам Брана. В ленте молодой Райан в исполнении Криса Пайна работает финансовым аналитиком на Уолл-стрит и приезжает в Москву по приглашению русского олигарха. Но бизнесмен оказывается нечистым на руку и проворачивает дела так, что на Джека Райана падают подозрения в организации террористического акта с целью обрушения экономики США. Съёмки фильма частично прошли в Москве.
В 2017 году вышла очередная экранизация романа Агаты Кристи «Убийство в „Восточном экспрессе“», в которой Брана вновь выступил режиссёром и заодно сам сыграл главную роль — одного из литературных «великих сыщиков» Эркюля Пуаро. Несмотря на смешанные отзывы критиков, фильм стал успешен, и Брана подписался на создание сиквела по роману «Смерть на Ниле», тем более что он и ранее выражал желание создать новую кинофраншизу о Пуаро.
В 2021 году Кеннет Брана выпустил фильм «Белфаст», частично основанный на его детских воспоминаниях. Картина вошла в списки лучших фильмов года и принесла создателям ряд кинопремий, включая Toronto International Film Festival Grolsch People’s Choice Award и «Золотой глобус» за лучший сценарий, а также 6 других номинаций на «Золотой глобус» и столько же на премию BAFTA. Лента была номинирована на семь премий «Оскар», и в итоге Брана одержал победу в категории «Лучший оригинальный сценарий».
В марте 2021 года он подписал контракт на постановку биографического фильма о группе Bee Gees, однако через год ему пришлось отказаться от съёмок по причине занятости на других проектах.
В феврале 2022 года Кеннет Брана присоединился к актёрскому составу фильма Кристофера Нолана «Оппенгеймер», в котором сыграл роль Нильса Бора.
В 2022 году началась работа над картиной «Призраки в Венеции» по мотивам романа «Вечеринка в Хэллоуин». Это третий фильм, где Кеннет Брана выступил режиссёром и исполнил главную роль — частного детектива Эркюля Пуаро, основанный на романах Агаты Кристи после «Убийства в „Восточном экспрессе“» (2017) и «Смерти на Ниле» (2022).

### Другие работы
Брана также выпустил несколько аудиокниг, в том числе повесть «Племянник чародея» Клайва Льюиса.

## Личная жизнь
В 1989 году Брана женился на актрисе Эмме Томпсон, с которой снялся в шести картинах. В 1995 году последовал их развод, поскольку годом ранее Брана начал встречаться с коллегой по фильму «Франкенштейн Мэри Шелли» Хеленой Бонэм Картер, будучи в браке с Томпсон. Их отношения продолжались до 1999 года.
В 1997 году Бонэм Картер познакомила Брану с арт-директором Линдси Браннок (род. 1970). В 2003 году у них начался роман и 23 мая Брана и Браннок поженились. 
Детей нет ни от одного брака.
Является постоянным болельщиком белфастской футбольной команды «Линфилд», а также «Тоттенхэм Хотспур» и «Рейнджерс».

## Фильмография
| Год       |     | Русское название                       | Оригинальное название                   | Роль                                |
| --------- | --- | -------------------------------------- | --------------------------------------- | ----------------------------------- |
| 1981      | ф   | Огненные колесницы                     | Chariots of Fire                        | художник                            |
| 1982      | тф  | Пасха 2016                             | Easter 2016                             | студент                             |
| 1983      | тф  | На маяк                                | To the Lighthouse                       | Чарльз Тэнсли                       |
| 1985      | ф   | Выход из положения                     | Coming Through                          | Д. Х. Лоуренс                       |
| 1986      | тф  | Призраки                               | Ghosts                                  | Освальд                             |
| 1987      | тф  | Леди не для сожжения                   | The Lady’s Not for Burning              | Томас Мендип                        |
| 1987      | ф   | Месяц в деревне                        | A Month in the Country                  | Джеймс Мун                          |
| 1987      | ф   | В разгар лета                          | High Season                             | Рик                                 |
| 1988      | тф  | Странная интерлюдия                    | Strange Interlude                       | Гордон Эванс                        |
| 1989      | тф  | Оглянись во гневе                      | Look Back in Anger                      | Джимми Портер                       |
| 1989      | ф   | Генрих V                               | Henry V                                 | Генрих V, также режиссёр            |
| 1991      | ф   | Умереть заново                         | Dead Again                              | Роман Штраус, также режиссёр        |
| 1992      | кор | Лебединая песнь                        | Swan Song                               | режиссёр                            |
| 1992      | ф   | Друзья Питера                          | Peter’s Friends                         | Эндрю Бенсон, также режиссёр        |
| 1993      | ф   | Дети свинга                            | Swing Kids                              | Герр Нопп                           |
| 1993      | ф   | Много шума из ничего                   | Much Ado About Nothing                  | Бенедикт, также режиссёр            |
| 1994      | ф   | Франкенштейн Мэри Шелли                | Mary Shelley’s Frankenstein             | Виктор Франкенштейн, также режиссёр |
| 1995      | тф  | Тень стрелка                           | Shadow of a Gunman                      | Донал Даворен                       |
| 1995      | ф   | Отелло                                 | Othello                                 | Яго                                 |
| 1995      | ф   | Зимняя сказка                          | In the Bleak Midwinter                  | режиссёр                            |
| 1996      | ф   | Гамлет                                 | Hamlet                                  | Гамлет, также режиссёр              |
| 1998      | ф   | Леший                                  | The Gingerbread Man                     | Рик Магрудер                        |
| 1998      | ф   | Предложение                            | The Proposition                         | отец Майкл Маккиннон                |
| 1998      | ф   | Знаменитость                           | Celebrity                               | Ли Саймон                           |
| 1998      | ф   | Теория полёта                          | The Theory of Flight                    | Ричард                              |
| 1998      | ф   | Танец Шивы                             | The Dance of Shiva                      | полковник Эванс                     |
| 1999      | ф   | Мастер париков                         | The Periwig-Maker                       | Мастер париков                      |
| 1999      | ф   | Дикий, дикий Вест                      | Wild Wild West                          | доктор Арлисс Лавлесс               |
| 2000      | ф   | Тщетные усилия любви                   | Love’s Labour’s Lost                    | Бероун, также режиссёр              |
| 2000      | ф   | Дорога на Эльдорадо                    | The Road to El Dorado                   | Мигель                              |
| 2000      | ф   | Как убить соседскую собаку?            | How to Kill Your Neighbor’s Dog         | Питер Макгоуэн                      |
| 2000      | тф  | Наука Большого Эла                     | The Science of Big Al                   | рассказчик                          |
| 2001      | тф  | Заговор                                | Conspiracy                              | Рейнхард Гейдрих                    |
| 2001      | ф   | Вторая стадия Шнайдера                 | Schneider’s 2nd Stage                   | Джозеф Барнетт                      |
| 2002      | ф   | Любовный треугольник по-инопланетянски | Alien Love Triangle                     | Стивен Честермен                    |
| 2002      | тф  | Шеклтон                                | Shackleton                              | сэр Эрнест Генри Шеклтон            |
| 2002      | ф   | Клетка для кроликов                    | Rabbit-Proof Fence                      | А. О. Невилл                        |
| 2002      | ф   | Гарри Поттер и Тайная комната          | Harry Potter and the Chamber of Secrets | Профессор Локонс                    |
| 2003      | кор | Слушание                               | Listening                               | режиссёр                            |
| 2004      | ф   | Пять детей и волшебство                | Five Children and It                    | дядя Альберт                        |
| 2005      | тф  | Тёплые источники                       | Warm Springs                            | Франклин Делано Рузвельт            |
| 2006      | ф   | Как вам это понравится                 | As You Like It                          | режиссёр                            |
| 2006      | ф   | Волшебная флейта                       | The Magic Flute                         | режиссёр                            |
| 2007      | ф   | Сыщик                                  | Sleuth                                  | режиссёр                            |
| 2008—2016 | с   | Валландер                              | Wallander                               | инспектор Курт Валландер            |
| 2008      | ф   | Операция «Валькирия»                   | Valkyrie                                | Хеннинг фон Тресков                 |
| 2009      | ф   | Рок-волна                              | The Boat That Rocked                    | сэр Алистер Дорманди                |
| 2011      | ф   | Тор                                    | Thor                                    | режиссёр                            |
| 2012      | ф   | 7 дней и ночей с Мэрилин               | My Week with Marilyn                    | Лоренс Оливье                       |
| 2014      | ф   | Джек Райан: Теория хаоса               | Jack Ryan: Shadow Recruit               | Виктор Черевин, также режиссёр      |
| 2015      | ф   | Золушка                                | Cinderella                              | режиссёр                            |
| 2016      | ф   | Майндхорн                              | Mindhorn                                | камео                               |
| 2017      | ф   | Дюнкерк                                | Dunkirk                                 | коммандер Болтон                    |
| 2017      | ф   | Убийство в «Восточном экспрессе»       | Murder on the Orient Express            | Эркюль Пуаро, также режиссёр        |
| 2018      | ф   | Чистая правда                          | All Is True                             | Уильям Шекспир, также режиссёр      |
| 2018      | с   | Уильям наш, Шекспир                    | Upstart Crow                            | Колин                               |
| 2018      | ф   | Мстители: Война бесконечности          | Avengers: Infinity War                  | подающий сигнал бедствия асгардец   |
| 2020      | ф   | Довод                                  | Tenet                                   | Андрей Сатор                        |
| 2021      | ф   | Белфаст                                | Belfast                                 | режиссёр                            |
| 2022      | ф   | Смерть на Ниле                         | Death on the Nile                       | Эркюль Пуаро, также режиссёр        |
| 2022      | мф  | Пламенное сердце                       | Fireheart                               | Шон Нолан                           |
| 2022      | с   | Эта Англия                             | This England                            | Борис Джонсон                       |
| 2023      | ф   | Оппенгеймер                            | Oppenheimer                             | Нильс Бор                           |
| 2023      | ф   | Призраки в Венеции                     | Haunting in Venice                      | Эркюль Пуаро, также режиссёр        |
| 2023      | мс  | Голубоглазый самурай                   | Blue Eye Samurai                        | Абиджа Фаулер                       |
| 2026      | ф   | Дьявол носит Prada 2                   | The Devil Wears Prada 2                 |                                     |
| 2027      | ф   | Афера Томаса Крауна                    | The Thomas Crown Affair                 |                                     |
| TBA       | ф   | Mayday                                 | Mayday                                  |                                     |

### Режиссёр
- 1989 — Генрих V / Henry V
- 1991 — Умереть заново / Dead Again
- 1992 — Лебединая песнь / Swan Song (короткометражка)
- 1992 — Друзья Питера / Peter’s Friends
- 1993 — Много шума из ничего / Much Ado About Nothing
- 1994 — Франкенштейн Мэри Шелли / Mary Shelley’s Frankenstein
- 1995 — Зимняя сказка / In the Bleak Midwinter
- 1996 — Гамлет / Hamlet
- 2000 — Тщетные усилия любви / Love’s Labour’s Lost
- 2003 — Слушание / Listening (короткометражка)
- 2006 — Как вам это понравится / As You Like It
- 2006 — Волшебная флейта / The Magic Flute
- 2007 — Сыщик / Sleuth
- 2011 — Тор / Thor
- 2014 — Джек Райан: Теория хаоса / Jack Ryan: Shadow Recruit
- 2015 — Золушка / Cinderella
- 2017 — Убийство в «Восточном экспрессе» / Murder on the Orient Express
- 2018 — Чистая правда / All Is True
- 2020 — Артемис Фаул / Artemis Fowl
- 2021 — Белфаст / Belfast
- 2022 — Смерть на Ниле / Death on the Nile
- 2023 — Призраки в Венеции / Haunting in Venice
- TBA — Последняя тревога Мадлен Хайнд / The Last Disturbance Of Madeline Hynde

## Награды и номинации
| Премия                         | Год  | Фильм                    | Категория                                         | Результат |
| ------------------------------ | ---- | ------------------------ | ------------------------------------------------- | --------- |
| «Оскар»                        | 1990 | Генрих V                 | Лучший режиссёр                                   | Номинация |
| «Оскар»                        | 1990 | Генрих V                 | Лучшая мужская роль                               | Номинация |
| «Оскар»                        | 1993 | Лебединая песнь          | Лучший игровой короткометражный фильм             | Номинация |
| «Оскар»                        | 1997 | Гамлет                   | Лучший адаптированный сценарий                    | Номинация |
| «Оскар»                        | 2012 | 7 дней и ночей с Мэрилин | Лучшая мужская роль второго плана                 | Номинация |
| «Оскар»                        | 2022 | Белфаст                  | Лучший фильм                                      | Номинация |
| «Оскар»                        | 2022 | Белфаст                  | Лучший режиссёр                                   | Номинация |
| «Оскар»                        | 2022 | Белфаст                  | Лучший оригинальный сценарий                      | Победа    |
| BAFTA                          | 1987 | Фортуна войны            | Лучший телеактёр                                  | Номинация |
| BAFTA                          | 1990 | Генрих V                 | Лучший режиссёр                                   | Победа    |
| BAFTA                          | 1990 | Генрих V                 | Лучшая мужская роль                               | Номинация |
| BAFTA                          | 2001 | Шеклтон                  | Лучший телеактёр                                  | Номинация |
| BAFTA                          | 2001 | Заговор                  | Лучший телеактёр                                  | Номинация |
| BAFTA                          | 2008 | Валландер                | Лучший драматический сериал                       | Победа    |
| BAFTA                          | 2009 | Валландер                | Лучший телеактёр                                  | Победа    |
| BAFTA                          | 2012 | 7 дней и ночей с Мэрилин | Лучшая роль второго плана                         | Номинация |
| BAFTA                          | 2022 | Белфаст                  | Лучший фильм                                      | Номинация |
| BAFTA                          | 2022 | Белфаст                  | Лучший оригинальный сценарий                      | Номинация |
| BAFTA                          | 2022 | Белфаст                  | Лучший британский фильм                           | Победа    |
| «Золотой глобус»               | 1994 | Много шума из ничего     | Лучший фильм — комедия или мюзикл                 | Номинация |
| «Золотой глобус»               | 2002 | Заговор                  | Лучший актер в мини-сериале или фильме            | Номинация |
| «Золотой глобус»               | 2006 | Тёплые источники         | Лучший актер в мини-сериале или фильме            | Номинация |
| «Золотой глобус»               | 2010 | Валландер                | Лучший актер в мини-сериале или фильме            | Номинация |
| «Золотой глобус»               | 2012 | 7 дней и ночей с Мэрилин | Лучший актёр второго плана                        | Номинация |
| «Золотой глобус»               | 2022 | Белфаст                  | Лучший фильм — драма                              | Номинация |
| «Золотой глобус»               | 2022 | Белфаст                  | Лучший режиссёр                                   | Номинация |
| «Золотой глобус»               | 2022 | Белфаст                  | Лучший сценарий                                   | Победа    |
| Прайм-таймовая премия «Эмми»   | 2002 | Заговор                  | Лучшая мужская роль в мини-сериале или фильме     | Победа    |
| Прайм-таймовая премия «Эмми»   | 2003 | Шеклтон                  | Лучшая мужская роль в мини-сериале или фильме     | Номинация |
| Прайм-таймовая премия «Эмми»   | 2006 | Тёплые источники         | Лучшая мужская роль в мини-сериале или фильме     | Номинация |
| Прайм-таймовая премия «Эмми»   | 2010 | Валландер                | Лучшая мужская роль в мини-сериале или фильме     | Номинация |
| «Грэмми»                       | 1997 | Гамлет                   | Лучший разговорный альбом                         | Номинация |
| Премия Гильдии киноактёров США | 1996 | Отелло                   | Лучшая мужская роль второго плана                 | Номинация |
| Премия Гильдии киноактёров США | 2006 | Тёплые источники         | Лучшая мужская роль в телефильме или мини-сериале | Номинация |
| Премия Гильдии киноактёров США | 2012 | 7 дней и ночей с Мэрилин | Лучшая мужская роль второго плана                 | Номинация |
| Премия Гильдии киноактёров США | 2024 | Оппенгеймер              | Лучший актёрский состав в игровом кино            | Победа    |
| «Золотая малина»               | 2000 | Дикий, дикий Вест        | Худшая мужская роль второго плана                 | Номинация |
| Премия Лоренса Оливье          | 1982 | Другая страна            | Лучшее новое лицо                                 | Победа    |
| Премия Лоренса Оливье          | 1985 | Генрих V                 | Лучшая мужская роль                               | Номинация |
| Премия Лоренса Оливье          | 1988 | Как вам это понравится   | Лучший комедийный спектакль                       | Номинация |
| Премия Лоренса Оливье          | 2004 | Эдмонд                   | Лучший актёр                                      | Номинация |
| Премия Лоренса Оливье          | 2016 | Зимняя сказка            | Лучший актёр                                      | Номинация |
| Премия Лоренса Оливье          | 2016 | Зимняя сказка            | Лучший режиссёр                                   | Номинация |
| Берлинский кинофестиваль       | 1993 | Умереть заново           | «Золотой медведь»                                 | Номинация |
| Каннский кинофестиваль         | 1994 | Много шума из ничего     | «Золотая пальмовая ветвь»                         | Номинация |
| Кинофестиваль в Торонто        | 2021 | Белфаст                  | Приз зрительских симпатий                         | Победа    |